# Joseph de Jouvancy
Joseph de Jouvancy (Parigi, 14 settembre 1643 – Roma, 29 maggio 1719) è stato un latinista ed erudito francese.

## Biografia
A sedici anni entrò fra i gesuiti. Fu professore ai collegi di Compiègne, Caen, La Flèche e  Parigi.

## Opere
Oltre al ricco Apparatus graeco-latinus (1681) e al trattato pedagogico De ratione discendi et docendi (1691), le edizioni dei vari poeti latini (Giovenale, Persio, Terenzio, Orazio, Marziale, Ovidio), espurgate per la gioventù e accresciute di traduzioni e note, procurarono al de Jouvancy grande fama. Chiamato nel 1699 a Roma, come storico del suo ordine, vi continuò l'opera di Niccolò Orlandini e Francesco Sacchini e, dopo undici anni di lavoro, vi stampò nel 1710 la parte 5ª dell'Historia Societatis Iesu, che va dal 1591 al 1616. Il Parlamento di Parigi condannò questo libro (22 febbraio e 24 marzo 1713) come infetto di massime perniciose e contrarie ai diritti regi. Anche la Curia romana il 29 luglio 1722 ne proibiva le pagine concernenti la questione dei riti cinesi e malabarici. Di questa storia resta pure un'Epitome (1540-1616), pubblicata postuma a Gand, dal Waldack, nel 1853, in 4 volumi. Sono anche da ricordare l'Appendix de Diis et heroibus poeticis, apparsa la prima volta nell'edizione romana delle Metamorfosi di Ovidio (1704); 2 volumi di Discorsi accademici, raccolti da N. Le Jay (Parigi 1701); drammi, poesie d'occasione, traduzioni in latino di vite di santi, ecc.